# سقاوة موشحة
السقاوة الموشحة تعرف في أمريكا الشمالية باسم الباز أحمر الكتفين (الاسم العلمي: Buteo lineatus) هي سقاوة متوسطة الحجم. يمتد نطاق تكاثرها إلى شرق أمريكا الشمالية وعلى طول ساحل كاليفورنيا ومن الشمال إلى شمال شرق وسط المكسيك. إنها مستقرة أبدة في معظم أنحاء مداها، على الرغم من أن الجمهرات الشمالية تهاجر، في الغالب إلى وسط المكسيك. التهديد الرئيسي الذي يواجهه هذا النوع هو إزالة الغابات.